# Operación Espalda Mojada

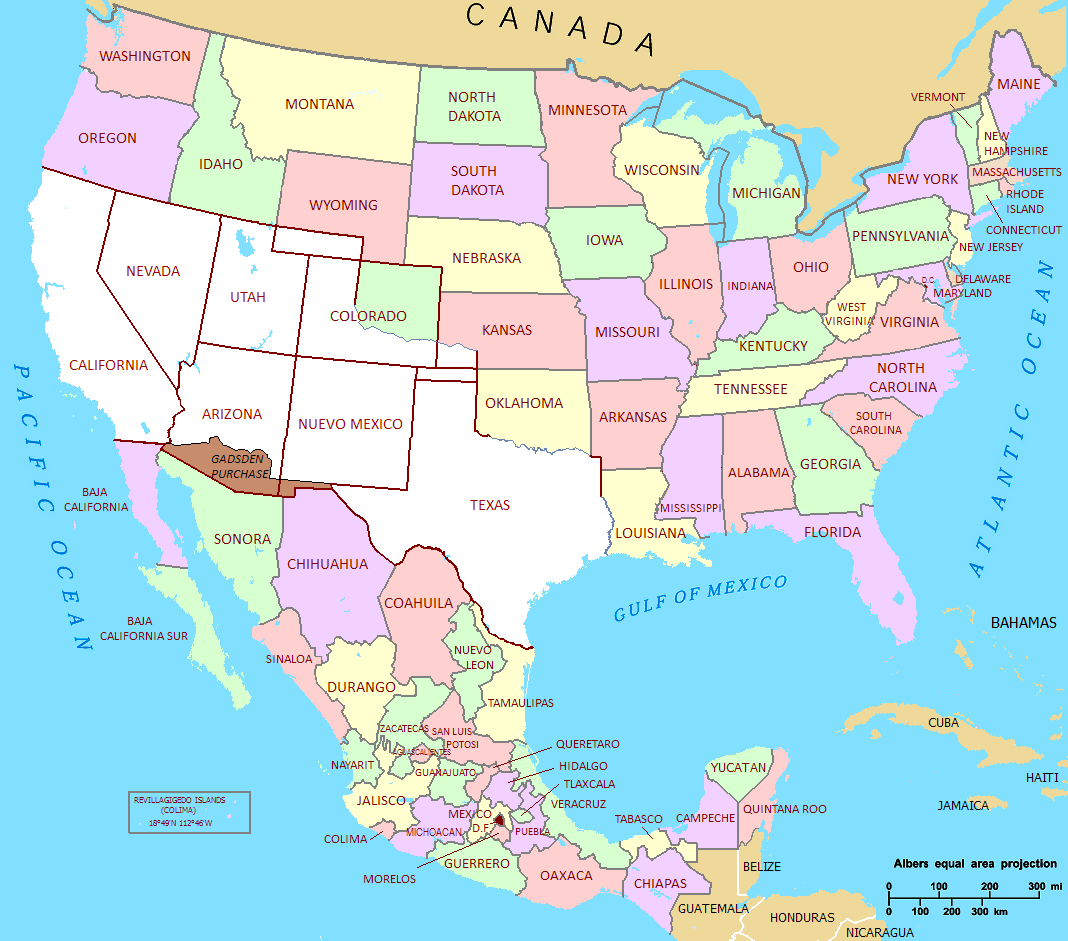
Antiguos territorios mexicanos anexionados por los Estados Unidos. Los territorios de la Cesión mexicana de 1848 aparecen en blanco, mientras que la Compra de Gadsden se muestra en marrón.

Operación Espalda Mojada u Operation Wetback (en idioma inglés) fue una iniciativa de aplicación de la ley creada por Joseph Swing, el director del Servicio de Inmigración y Naturalización. El programa fue implementado en mayo de 1954 por Herbert Brownell, el Fiscal general de los Estados Unidos. La iniciativa utilizó tácticas de búsqueda y captura discutibles para combatir y dificultar el cruzamiento de la frontera y residencia ilegal en Estados Unidos por nacionales de México. El programa resultó en una drástica disminución de trabajadores ilegales, se convirtió en un problema de roce entre el Gobierno Mexicano y Estadounidense, a pesar de que fue el propio gobierno Mexicano, quien hizo la petición de detener a los mexicanos que ingresaban ilegalmente a los Estados Unidos por lo efectos en su propia economía.
El Programa Bracero controlaba a los trabajadores mexicanos que por temporadas ingresaban a la unión americana originado por los problemas de mano de obra de la Segunda Guerra Mundial y luego las ventajas competitivas de una mano de obra tan barata, Operation Wetback se originó principalmente en grupos de presión de granjeros y dueños de tierra mexicanos preocupados en los efectos de la inmigración ilegal en su propia producción, acostumbrada a salarios de hambre y abuso constantes, pese a que el abuso existía en el programa Bracero que no era cabalmente respetado e incluso el empleo de mano de obra barata ilegal, esta era usualmente mejor a las condiciones vividas en México y la razón de que la migración ilegal se mantuviera y exista hasta la fecha, los agricultores preferían a los ilegales porque detestaban la burocracia y problemas originados por el programa Bracero.
El punto más controvertido del programa, es que incluso fueron detenidos muchos ciudadanos norteamericanos sin que se les diera derecho a probar adecuadamente su nacionalidad.

## Consecuencias
El nombre «wetback» o «espalda mojada» es un término despectivo aplicado a los inmigrantes ilegales que supuestamente ingresaron a los Estados Unidos nadando en el Río Bravo. Se convirtió en un término peyorativo aplicado generalmente a los trabajadores mexicanos, incluidos aquellos que eran residentes legales. Uno de los mayores problemas causados por el programa para los deportados era enviarlos a partes desconocidas de México, donde tendrían dificultades para encontrar el camino a casa o para seguir apoyando a sus familias. Más del 25% de los mexicanos detenidos fueron devueltos a Veracruz en buques de carga, mientras que otros fueron transportados por tierra a ciudades del sur de México.
Aquellos detenidos a menudo eran deportados sin recibir la oportunidad de recuperar sus propiedades en los Estados Unidos, o contactar a sus familias. A menudo se quedaron varados sin comida ni empleo cuando fueron liberados en México. 
Los mexicanos deportados a veces enfrentaban condiciones extremas en su país; 88 trabajadores deportados murieron por el intenso calor  de 44° Celsius en julio de 1955. Otro problema fue el regreso de inmigrantes ilegales quienes habían sido deportados previamente; desde 1960 hasta 1961, los reincidentes representaron el 20% del total de deportados. Ciertos agentes de la Patrulla Fronteriza de los EE. UU. afeitaron las cabezas de muchos ilegales para marcar a infractores reincidentes que intentarían volver a ingresar a los Estados Unidos. También hubo informes de golpizas y encarcelamientos rutinarios de inmigrantes ilegales antes de deportarlos. 
Si bien la mayoría de las denuncias sobre deportación fueron indocumentadas, hubo más de 11,000 quejas formales de trabajadores braceros documentados desde 1954 hasta 1964.